# Epristeride
Epristeride, được bán dưới tên thương hiệu Aipuliete và Chuanliu, là một loại thuốc được sử dụng trong điều trị tuyến tiền liệt mở rộng ở Trung Quốc. Nó được uống bằng đường miệng.
Epristeride là một chất ức chế 5α-reductase và hoạt động bằng cách giảm sản xuất dihydrotestosterone (DHT), một loại hormone giới tính androgen, ở một số bộ phận của cơ thể như tuyến tiền liệt. Nó ức chế hai trong số ba dạng 5α-reductase nhưng có hiệu quả tương đối thấp và có thể làm giảm nồng độ DHT trong máu chỉ khoảng 25 đến 54%.
Epristeride đang được phát triển để điều trị tuyến tiền liệt mở rộng, rụng tóc da đầu và mụn trứng cá ở Hoa Kỳ và các quốc gia khác trong những năm 1990 nhưng không hoàn thành phát triển ở các quốc gia này. Thay vào đó, nó được phát triển và giới thiệu để điều trị tuyến tiền liệt mở rộng ở Trung Quốc vào năm 2000.

## Sử dụng trong y tế
Epristeride được sử dụng trong điều trị tăng sản tuyến tiền liệt lành tính (BPH), còn được gọi là tuyến tiền liệt mở rộng.

## Dược lý

### Dược lực học
Epristeride là một lựa chọn, quá trình chuyển đổi trạng thái, không cạnh tranh hoặc cạnh tranh, không thể đảo ngược ức chế của 5α-reductase, và là đặc trưng cho loại II isoform của enzyme tương tự như finasteride và turosteride nhưng không giống như dutasteride.
Epristeride độc đáo ở chỗ nó cơ chế hoạt động tương đối so với finasteride và dutasteride ở chỗ nó liên kết không hồi phục với 5α-reductase và kết quả trong việc hình thành một phức tạp không màu mỡ của enzyme 5α-reductase, các chất nền testosterone, và cofactor NADPH. Vì lý do này, testosterone bị vướng vào một cái bẫy và ban đầu người ta đã suy đoán rằng sự gia tăng đối ứng của mức độ testosterone trong cơ thể được thấy với finasteride và dutasteride không nên xảy ra với epristeride. Tuy nhiên, dữ liệu lâm sàng sau đó không ủng hộ giả thuyết này. Hơn nữa, mặc dù thực tế rằng epristeride là một chất ức chế rất mạnh của 5α-reductase loại II (0,18   nM), nó đã được tìm thấy để làm giảm mức độ lưu hành của dihydrotestosterone (DHT) chỉ từ 25 đến 54% sau 8 ngày điều trị trong khoảng liều 0,4 đến 160   mg / ngày. Vì lý do này, liên quan đến các thuốc ức chế 5α-reductase khác như finasteride và dutasteride, mức độ ức chế DHT với epristeride không đạt được mong muốn đó vì lợi ích lâm sàng đầy đủ.

### Dược động học
Sinh khả dụng đường uống của epristeride là 93%.  Nó có thời gian bán thải là 26 giờ.

## Hóa học
Epristeride, còn được gọi là 17β- (tert-butylcarbamoyl) androsta-3,5-diene-3-carboxylic acid, là một steroid androstane tổng hợp.

## Lịch sử
Epristeride đã được phát triển để điều trị rầy nâu, androgenic rụng tóc (mẫu rụng tóc), và vulgaris mụn bằng SmithKline Beecham (nay GlaxoSmithKline) vào những năm 1990 và đạt giai đoạn III thử nghiệm lâm sàng ở Mỹ, Vương quốc Anh, và Nhật Bản, nhưng cuối cùng không bao giờ được bán trên thị trường ở những nước này. Thay vào đó, epristeride được phát triển bởi Ono Dược phẩm và được giới thiệu để điều trị BPH ở Trung Quốc vào năm 2000.

## Xã hội và văn hoá

### Tên gốc
Epristeride là tên gốc của thuốc và thuốc INN, USAN, BAN và JAN.

### Tên thương hiệu
Epristeride được bán trên thị trường dưới tên thương hiệu Aipuliete và Chuanliu tại Trung Quốc.